# The Blooming Angel
The Blooming Angel er en amerikansk stumfilm fra 1920 af Victor Schertzinger.

## Medvirkende
- Madge Kennedy som Floss
- Pat O'Malley som Chester Framm
- Margery Wilson som Carlotta
- Arthur Housman som Ramon
- James Robert Chandler
- Vera Lewis
- F. Blinn
- William Courtright